# Niebezpieczne miasto
Niebezpieczne miasto – amerykańsko-kanadyjski thriller z 2001 roku.

## Główne role
- Juliette Lewis - Claire Beaucage
- Gina Gershon - Lily Warden
- Mickey Rourke - Eddie
- Callum Keith Rennie - Laramie
- Kelly Harms - Billy Stuart
- Camilla Rutherford - Cynthia Lacey
- Peter Stebbings - Culver
- Tracy Wright - Detektyw Sweeney
- Raoul Bhaneja - Detektyw Lee
- Barbara Eve Harris - Patricia

## Fabuła
Claire nie jest dziewczyną oczekującą jedynej miłości. W momencie gdy wydaje się, że ją znalazła, gdzie ma się spotkać ze swoim byłym chłopakiem - Billym. Ale miasto nie będzie szczędzić jej rozczarowań. Claire zostaje wplątana w przemyt diamentów i podejrzana o zabójstwo.